# Nationaal park Port Campbell
Het nationaal park Port Campbell (Engels: Port Campbell National Park) is een nationaal park in de Australische deelstaat Victoria. Het park bevindt zich aan de Great Ocean Road en is 1.750 hectare groot.

## Geschiedenis
In 1964 werd een gebied van 700 hectare aangewezen voor de bescherming van de kalksteenformaties langs de Great Ocean Road. In 1981 bereikte het nationaal park de huidige grootte.

## Geografie
Het nationaal park Port Campbell ligt aan de zuidwestkust van Victoria aan de Zuidelijke Oceaan ten westen van Nationaal park Great Otway. De kustlijn bestaat uit kliffen, kloven, rotsformaties en eilandjes. Het nationaal park staat met name bekend om de rotsformaties, waarvan de Twelve Apostles de beroemdste zijn. Andere rotsformaties zijn onder meer London Arch, Loch Ard Gorge en Gibson Steps. Deze formaties zijn net als de kliffen door erosie als gevolg van de wind en de zee ontstaan uit kalksteenafzettingen uit het Mioceen.

## Flora en fauna
Het nationaal park Port Campbell is begroeid met grasland en heide. Ook orchideeën groeien in het park. Tot de fauna behoren onder meer watervogels, ornaatelfjes, honingeters, moeraswallabies en kortneusbuideldassen.

## Toerisme
Bij de Twelve Apostles bevindt zich aan de Great Ocean Road een bezoekerscentrum. Bij de verschillende rotsformaties zijn wandelroutes uitgezet naar verschillende uitzichtpunten. 
Alfred · 
Alpine · 
Baw Baw · 
Brisbane Ranges · 
Burrowa-Pine Mountain · 
Chiltern Box-Ironbark · 
Churchill · 
Coopracambra · 
Croajingolong · 
Dandenong Ranges · 
Errinundra · 
French Island · 
Grampians · 
Hattah-Kulkyne · 
Kinglake · 
Lake Eildon · 
Lind · 
Little Desert · 
Lower Glenelg · 
Mitchell River · 
Mornington Peninsula · 
Morwell · 
Mount Buffalo · 
Mount Eccles · 
Mount Richmond · 
Murray-Sunset · 
Organ Pipes · 
Otway · 
Port Campbell · 
Snowy River · 
Tarra-Bulga · 
Terrick Terrick · 
The Lakes · 
Wilsons Promontory · 
Wyperfeld · 
Yarra Ranges
Nationale parken in: AUS · NSW · NT · QLD · SA · TAS · VIC · WA